# Cosmoplatidius
Cosmoplatidius is een kevergeslacht uit de familie van de boktorren (Cerambycidae). De wetenschappelijke naam van het geslacht werd voor het eerst geldig gepubliceerd in 1911 door Gounelle.

## Soorten
Cosmoplatidius omvat de volgende soorten:
- Cosmoplatidius abare Napp & Martins, 2006
- Cosmoplatidius lycoides (Guérin-Méneville, 1844)
- Cosmoplatidius sellatus (White, 1853)
- Cosmoplatidius simulans (Bates, 1870)